# Wolfgang Knauss
Wolfgang Gustav Knauss (Mandel, 12 de dezembro de 1933) é um matemático e engenheiro estadunidense.
Foi agraciado com a Medalha Timoshenko de 2010, "por contribuições fundamentais à mecânica da fratura, cobrindo fratura de modo mixto, fratura dinâmica e fratura de interface e adesão; e pela caracterização da resposta do material e falha na micro escala, com ênfase em mecânica experimental."